# WebExplorer
WebExplorer was een webbrowser voor OS/2 ontwikkeld door IBM in het Research Triangle Park.

## Geschiedenis
WebExplorer werd in 1994 meegeleverd met OS/2 Warp (v3). Het was indertijd de enige browser die specifiek voor OS/2 (native) gemaakt was en IBM bevond zich derhalve in een monopoliepositie. Het programma was gebaseerd op de Mosaic-webbrowser. Op 11 december 1996 werd IBM WebExplorer 1.1h uitgebracht.
Kort na de introductie van OS/2 Warp (versie 3) zette IBM de ontwikkeling van WebExplorer stop. OS/2 Warp 4 (1996) bevatte de browser, maar had ook een link naar de OS/2-versie van Netscape Navigator 2.02, die te laat uitgebracht werd om meegeleverd te worden op cd. IBM had de vervanging van WebExplorer al gepland.

## Functies
- HTML 3.0 ondersteuning met tabellen[1]
- Usenet-client
- Een modus voor volledig scherm
- Een menuoptie Links die alle weblinks bevatte op de huidige pagina. Dit werd gebruikt door IBM VoiceType voor stemnavigatie
- Ondersteuning van Java applets
- GIF-ondersteuning[1]
- Proxy-authenticatie[1]
- Image map[1]

## Kritiek
In Internet Magazine (november 1994) werd WebExplorer geprezen als de beste webbrowser, alhoewel er geen ondersteuning was voor frames en installatie van plug-ins zoals Java erg moeilijk was.